# Amerikansk Samoa ved sommer-OL 2024
Amerikansk Samoa deltog i sommer-OL 2024 i Paris, Frankrig, fra den 26. juli til den 11. august 2024.
Dette var den tiende gang territoriet deltog under dets eget flag, efter at have konkurreret ved alle olympiske sommerlege siden 1988 efter at være blevet anerkendt af Den Internationale Olympiske Komité året før.
De vandt ingen medaljer.

## Medaljer
| 2024 Paris       | Guld | Sølv | Bronze | Total |
| Amerikansk Samoa | 0    | 0    | 0      | 0     |

### Medaljevinderne
| Amerikansk Samoa under sommer-OL 2024 i Paris | Amerikansk Samoa under sommer-OL 2024 i Paris | Amerikansk Samoa under sommer-OL 2024 i Paris | Amerikansk Samoa under sommer-OL 2024 i Paris | Amerikansk Samoa under sommer-OL 2024 i Paris |
| Medalje                                       | Navn                                          | Sport                                         | Event                                         | Dato                                          |
| --------------------------------------------- | --------------------------------------------- | --------------------------------------------- | --------------------------------------------- | --------------------------------------------- |
| -                                             | -                                             | -                                             | -                                             | -                                             |